# Alain Prost
Alain Marie Pascal Prost (Lorette, 24. veljače 1955.), francuski vozač automobilističkih utrka, četverostruki prvak svjetskog prvenstva Formule 1.

## Formula 1

### McLaren (1980.)
1980.
Prost ulazi u Formulu 1 u momčad McLaren, timski kolega mu je John Watson. U svojoj prvoj sezoni Prost osvaja 5 od 6 bodova za McLaren i završava na 15. mjestu u poretku vozača. Na kraju godine potpisuje za Renault. 

### Renault (1981. – 1983.)
1981.
Prost vozi za Renault, timski kolega mu je René Arnoux. U toj godini ostvaruje prvo postolje u Argentini i pobijede u Francuskoj, Nizozemskoj i Italiji. Osvojio je još dva druga mjesta u Njemačkoj i u Las Vegasu. Sezonu je završio na 5. mjestu s 43 boda, sedam bodova iza svjetskog prvaka Nelsona Piqueta.
1982.
Prost i dalje vozi za Renault, timski kolega mu je i dalje René Arnoux. Pobijedio je u prve dvije utrke u Južno Afričkoj Republici i u Brazilu, a onda su zaredala nekoliko odustajanja i tek poneko drugo mjesto u Francuskoj i Švicarskoj. Sezonu je završio na 4. mjestu s 43 boda iza svjetskog prvaka Kekea Rosberga.
1983.
Prost je ove sezone u jakom Renaultu V6 Turbo osvojio četiri pobijede u Francuskoj, Belgiji, V. Britaniji i Austriji i dva druga mjesta u San Marinu i u Europi i jedno treće mjesto u Monaku. U zadnjoj utrci kad se borio za naslov u JAR-u eksplodirao je Renaultov V6 Turbo motor i Prost je ostao bez naslova. Osvojio je 57 bodova i završio na drugom mjestu iza Nelsona Piqueta.

### McLaren (1984. – 1989.)
1984.
Prost odlazi u McLaren gdje za timskog kolegu dobiva starog lisca Nikija Laudu. U toj sezoni ostvario je sedam pobjeda, jedno drugo i jedno treće mjesto, ali mu to nije bilo dosta za naslov jer je naslov prvaka osvojio njegov timski kolega Niki Lauda za pola boda, a tih pola boda se dodjeljivalo na utrci u Monaku gdje je odvoženo samo pola utrke.
Prost je završio sezonu sa 71.5 boda.
1985.
Prost je žarko želio naslov što mu se i ostvarilo. Prost je pobijedio u pet utrka i postigao još dva druga mjesta i četiri treća mjesta.
Osvojio je naslov sa 73 boda.
1986.
Prost ostvaruje svoj drugi naslov. Timski kolega mu je Keke Rosberg. Ukupno je sakupio 72 boda s četiri pobijede, četiri druga i tri treća mjesta.
1987.
Sezona je za njega bila loša jer je završio tek na četvrtom mjestu iza Williamsa Nelsona Piqueta i Nigela Mansella. Osvojio je 46 bodova uz tri pobijede, jedno drugo i tri treća mjesta.
1988.
Prost za timskog kolegu dobiva Ayrtona Sennu koji je na kraju sezone osvojio naslov prvaka. Te sezone njih dvojica su pobijedili u 15 od 16 utrka. Sa sedam pobijeda i sedam drugih mjesta osvaja drugo mjesto s 87 bodova.
1989.
Sezona 1989. za Prosta je bila sezona nadmetanja i borbe sa svojim momčadskim kolegom Ayrtonom Sennom. Na kraju sezone njih dvojica su se sudarila u Japanu u kojem je Senna diskvalificiran zato što su ga su suci vratili u utrku u kojoj je pobijedio. Tako je naslov pripao Prostu. Pobijedio je na četiri utrke, šest je bio drugi i jednu treći i uzeo naslov sa 76 bodova.

### Ferrari (1990. – 1991.)
1990.
Prost prelazi u Ferrari. Ove godine završava na drugom mjestu iza Senne nakon što ga je Senna udario Japanu i osvetio se za godinu prije. Pet puta je pobijedio, dva puta je bio drugi i dva puta treći i osvojio je 71 bod.
1991.
Prost je završio sezonu na petom mjestu s 34, pritom je osvojio tri druga i dva treća mjesta.

### Williams (1993.)
1993.
Prost prelazi u Williams gdje osvaje svoj posljednji četvrti naslov svj. prvaka. Sedam puta je pobijedio, tri puta je bio drugi i dva treći. Osvojio je 99 bodova i povukao se iz Formule 1 nakon što je čuo da je Ayrton Senna potpisao za Williams.

## Rezultati u Formuli 1

### Potpuni popis rezultata u Formuli 1
(legenda) (Utrke označene debelim slovima označuju najbolju startnu poziciju) (Utrke označene kosim slovima označuju najbrži krug utrke)
| Godina | Momčad           | 1.      | 2.      | 3.      | 4.      | 5.      | 6.      | 7.      | 8.      | 9.      | 10.     | 11.     | 12.     | 13.     | 14.     | 15.     | 16.     | Poredak | Bodovi   |
| ------ | ---------------- | ------- | ------- | ------- | ------- | ------- | ------- | ------- | ------- | ------- | ------- | ------- | ------- | ------- | ------- | ------- | ------- | ------- | -------- |
| 1980.  | McLaren-Ford     | ARG 6   | BRA 5   | RSA DNS | USW     | BEL Ret | MON Ret | FRA Ret | GBR 6   | GER 11  | AUT 7   | DUT 6   | ITA 7   | CAN Ret | USA DNS |         |         | 16.     | 5        |
| 1981.  | Renault          | USW Ret | BRA Ret | ARG 3   | SMR Ret | BEL Ret | MON Ret | ESP Ret | FRA 1   | GBR Ret | GER 2   | AUT Ret | DUT 1   | ITA 1   | CAN Ret | LVS 2   |         | 5.      | 43       |
| 1982.  | Renault          | RSA 1   | BRA 1   | USW Ret | SMR Ret | BEL Ret | MON 7   | USE NC  | CAN Ret | DUT Ret | GBR 6   | FRA 2   | GER Ret | AUT 8   | SUI 2   | ITA Ret | LVS 4   | 4.      | 34       |
| 1983.  | Renault          | BRA 7   | USW 11  | FRA 1   | SMR 2   | MON 3   | BEL 1   | USA 8   | CAN 5   | GBR 1   | GER 4   | AUT 1   | DUT Ret | ITA Ret | EUR 2   | RSA Ret |         | 2.      | 57       |
| 1984.  | McLaren-TAG      | BRA 1   | RSA 2   | BEL Ret | SMR 1   | FRA 7   | MON 1   | CAN 3   | USE 4   | USA Ret | GBR Ret | GER 1   | AUT Ret | DUT 1   | ITA Ret | EUR 1   | POR 1   | 2.      | 71.5     |
| 1985.  | McLaren-TAG      | BRA 1   | POR Ret | SMR DSQ | MON 1   | CAN 3   | USA Ret | FRA 3   | GBR 1   | GER 2   | AUT 1   | DUT 2   | ITA 1   | BEL 3   | EUR 4   | RSA 3   | AUS Ret | 1.      | 73 (76)  |
| 1986.  | McLaren-TAG      | BRA Ret | ESP 3   | SMR 1   | MON 1   | BEL 6   | CAN 2   | USA 3   | FRA 2   | GBR 3   | GER 6   | HUN Ret | AUT 1   | ITA DSQ | POR 2   | MEX 2   | AUS 1   | 1.      | 72 (74)  |
| 1987.  | McLaren-TAG      | BRA 1   | SMR Ret | BEL 1   | MON 9   | USA 3   | FRA 3   | GBR Ret | GER 7   | HUN 3   | AUT 6   | ITA 15  | POR 1   | ESP 2   | MEX Ret | JPN 7   | AUS Ret | 4.      | 46       |
| 1988.  | McLaren-Honda    | BRA 1   | SMR 2   | MON 1   | MEX 1   | CAN 2   | USA 2   | FRA 1   | GBR Ret | GER 2   | HUN 2   | BEL 2   | ITA Ret | POR 1   | ESP 1   | JPN 2   | AUS 1   | 2.      | 87 (105) |
| 1989.  | McLaren-Honda    | BRA 2   | SMR 2   | MON 2   | MEX 5   | USA 1   | CAN Ret | FRA 1   | GBR 1   | GER 2   | HUN 4   | BEL 2   | ITA 1   | POR 2   | ESP 3   | JPN Ret | AUS Ret | 1.      | 76 (81)  |
| 1990.  | Ferrari          | USA Ret | BRA 1   | SMR 4   | MON Ret | CAN 5   | MEX 1   | FRA 1   | GBR 1   | GER 4   | HUN Ret | BEL 2   | ITA 2   | POR 3   | ESP 1   | JPN Ret | AUS 3   | 2.      | 71 (73)  |
| 1991.  | Ferrari          | USA 2   | BRA 4   | SMR DNS | MON 5   | CAN Ret | MEX Ret | FRA 2   | GBR 3   | GER Ret | HUN Ret | BEL Ret | ITA 3   | POR Ret | ESP 2   | JPN 4   | AUS     | 5.      | 34       |
| 1993.  | Williams-Renault | RSA 1   | BRA Ret | EUR 3   | SMR 1   | ESP 1   | MON 4   | CAN 1   | FRA 1   | GBR 1   | GER 1   | HUN 12  | BEL 3   | ITA 12  | POR 2   | JPN 2   | AUS 2   | 1.      | 99       |

## Vanjske poveznice
- Alain Prost Fanpage